# Liphistius owadai
Liphistius owadai är en spindelart som beskrevs av Ono och Peter J. Schwendinger 1990. Liphistius owadai ingår i släktet Liphistius och familjen ledspindlar.
Artens utbredningsområde är Thailand. Inga underarter finns listade i Catalogue of Life.